# Brydning under sommer-OL 1924
Brydning var med på det olympiske program for sjette gang 1924 i Paris. Der blev konkurreret om tretten olympiske titler, seks i græsk-romersk stil og syv i fristil, kun for mænd. Finland blev bedste nation foran USA.

## Medaljer
| Brydning OL 1924 Paris | Brydning OL 1924 Paris | Brydning OL 1924 Paris | Brydning OL 1924 Paris | Brydning OL 1924 Paris | Brydning OL 1924 Paris |
| ---------------------- | ---------------------- | ---------------------- | ---------------------- | ---------------------- | ---------------------- |
| Nr.                    | Land                   | Guld                   | Sølv                   | Bronze                 | Totalt                 |
| 1.                     | Finland (FIN)          | 4                      | 7                      | 5                      | 16                     |
| 2.                     | USA (USA)              | 4                      | 1                      | 1                      | 6                      |
| 3.                     | Schweiz (SUI)          | 2                      | 1                      | 2                      | 5                      |
| 4.                     | Sverige (SWE)          | 1                      | 2                      | 1                      | 4                      |
| 5.                     | Estland (EST)          | 1                      | 0                      | 1                      | 2                      |
| 6.                     | Frankrig (FRA)         | 1                      | 0                      | 0                      | 1                      |
| 7.                     | Ungarn (HUN)           | 0                      | 1                      | 1                      | 2                      |
| 8.                     | Belgien (BEL)          | 0                      | 1                      | 0                      | 1                      |
| 9.                     | Storbritannien (GBR)   | 0                      | 0                      | 1                      | 1                      |
| 9.                     | Japan (JPN)            | 0                      | 0                      | 1                      | 1                      |
| Totalt                 | Totalt                 | 13                     | 13                     | 13                     | 39                     |

## Græsk-romersk stil

### Bantamvægt (58 kg)
| Plads | Udøver           | Land |
| ----- | ---------------- | ---- |
| 1.    | Eduard Pütsep    | EST  |
| 2.    | Anselm Ahlfors   | FIN  |
| 3.    | Väinö Ikonen     | FIN  |
| 4.    | Sigfrid Hansson  | SWE  |
| 5.    | Adolf Herschmann | AUT  |
| 5.    | Ragnvald Olsen   | NOR  |

### Fjervægt (62 kg)
| Plads | Udøver              | Land |
| ----- | ------------------- | ---- |
| 1.    | Kalle Anttila       | FIN  |
| 2.    | Aleksanteri Toivola | FIN  |
| 3.    | Erik Malmberg       | SWE  |
| 4.    | Arthur Nord         | NOR  |
| 5.    | Frithiof Svensson   | SWE  |
| 6.    | Maurice Capron      | FRA  |
| 6.    | Ödön Radvány        | HUN  |

### Letvægt (67,5 kg)
| Plads | Udøver               | Land |
| ----- | -------------------- | ---- |
| 1.    | Oskari Friman        | FIN  |
| 2.    | Lajos Keresztes      | HUN  |
| 3.    | Kalle Westerlund     | FIN  |
| 4.    | Albert Kusnets       | EST  |
| 5.    | František Kratochvíl | TCH  |
| 6.    | Arne Gaupseth        | NOR  |
| 6.    | Mihály Matura        | HUN  |
| 6.    | Charles Frisenfeldt  | DEN  |

### Mellemvægt (75 kg)
| placering | udøver            | land |
| --------- | ----------------- | ---- |
| 1.        | Edvard Westerlund | FIN  |
| 2.        | Arthur Lindfors   | FIN  |
| 3.        | Roman Steinberg   | EST  |
| 4.        | Giuseppe Gorletti | ITA  |
| 5.        | Viktor Fischer    | AUT  |
| 5.        | Nicola Grbić      | YUG  |

### Let-sværvægt (82,5 kg)
| Plads | Udøver           | Land |
| ----- | ---------------- | ---- |
| 1.    | Carl Westergren  | SWE  |
| 2.    | Rudolf Svensson  | SWE  |
| 3.    | Onni Pellinen    | FIN  |
| 4.    | Ibrahim Moustafa | EGY  |
| 5.    | Emil Weckstén    | FIN  |
| 6.    | Rudolf Loo       | EST  |
| 6.    | Béla Varga       | HUN  |

### Sværvægt (over 82,5 kg)
| Plads | Udøver          | Land |
| ----- | --------------- | ---- |
| 1.    | Henri Deglane   | FRA  |
| 2.    | Edil Rosenqvist | FIN  |
| 3.    | Raymund Badó    | HUN  |
| 4.    | Emil Larsen     | DEN  |
| 5.    | Ernst Nilsson   | SWE  |
| 5.    | Jānis Polis     | LAT  |
| 5.    | Lucien Pothier  | BEL  |

## Fristil

### Bantamvægt (56 kg)
| Plads | Udøver             | Land |
| ----- | ------------------ | ---- |
| 1.    | Kustaa Pihlajamäki | FIN  |
| 2.    | Kaarlo Mäkinen     | FIN  |
| 3.    | Bryan Hines        | USA  |
| 4.    | Gaston Ducayla     | FRA  |

### Fjervægt (61 kg)
| Plads | Udøver            | Land |
| ----- | ----------------- | ---- |
| 1.    | Robin Reed        | USA  |
| 2.    | Chester Newton    | USA  |
| 3.    | Naitō Katsutoshi  | JPN  |
| 4.    | Sigfrid Hansson   | SWE  |
| 5.    | Clifford Chilcott | CAN  |
| 5.    | Edvard Huupponen  | FIN  |

### Letvægt (66 kg)
| Plads | Udøver             | Land |
| ----- | ------------------ | ---- |
| 1.    | Russell Vis        | USA  |
| 2.    | Volmar Wikström    | FIN  |
| 3.    | Arvo Haavisto      | FIN  |
| 4.    | George Gardiner    | GBR  |
| 5.    | Emile Pouvrouz     | FRA  |
| 6.    | William Montgomery | CAN  |

### Weltervægt (72 kg)
| Plads | Udøver          | Land |
| ----- | --------------- | ---- |
| 1.    | Hermann Gehri   | SUI  |
| 2.    | Eino Leino      | FIN  |
| 3.    | Otto Müller     | SUI  |
| 4.    | Guy Lookabough  | USA  |
| 5.    | William Johnson | USA  |

### Mellemvægt (79 kg)
| Plads | Udøver                | Land |
| ----- | --------------------- | ---- |
| 1.    | Fritz Hagmann         | SUI  |
| 2.    | Pierre Ollivier       | BEL  |
| 3.    | Vilho Pekkala         | FIN  |
| 4.    | Jaako Penttilä        | FIN  |
| 5.    | Robert Christoffersen | DEN  |
| 5.    | Noel Rhys             | GBR  |

### Let-sværvægt (87 kg)
| Plads | Udøver          | Land |
| ----- | --------------- | ---- |
| 1.    | John Spellman   | USA  |
| 2.    | Rudolf Svensson | SWE  |
| 3.    | Charles Courant | SUI  |
| 4.    | Carl Westergren | SWE  |
| 5.    | Walter Wilson   | GBR  |
| 6.    | George Rumple   | CAN  |

### Sværvægt (over 87 kg)
| Plads | Udøver          | Land |
| ----- | --------------- | ---- |
| 1.    | Harry Steel     | USA  |
| 2.    | Henri Wernli    | SUI  |
| 3.    | Andrew McDonald | GBR  |
| 4.    | Ernst Nilsson   | SWE  |
| 5.    | Johan Richthoff | SWE  |
| 5.    | Edmond Dame     | FRA  |